# China Southern Airlines
China Southern Airlines (kortweg China Southern) is een Luchtvaartmaatschappij in China met haar hoofdkantoor gevestigd in Guangzhou. Samen met Air China en China Eastern Airlines vormen zij de drie grootsten van China.
De in 1988 opgerichte maatschappij begon in 1991 met het vliegen onder haar eigen naam en groeide uit naar de 5e maatschappij ter wereld qua omvang van de vloot in december 2024. China Southern’s hubs bestaan uit Internationale luchthaven Guangzhou Baiyun en Daxing International Airport met als secundaire hubs Internationale luchthaven Chongqing Jiangbei, Luchthaven Shanghai Pudong, Internationale Luchthaven Ürümqi Diwopu en Internationale luchthaven Shenzhen Bao'an vanwaar dagelijks meer dan 2.000 vluchten worden uitgevoerd.
Van november 2007 tot 1 januari 2019 was China Southern onderdeel van de luchtvaartalliantie Skyteam. Na het verlaten van Skyteam is China Southern intensief gaan samenwerken met de Amerikaanse maatschappij American Airlines en hebben ze een frequent flyer programma opgezet.

## Geschiedenis

### Oprichting
In 1988 werd de Chinese luchtvaartindustrie gedecentraliseerd en werd de staatsmaatschappij Civil Aviation Administration of China opgesplitst in 6 maatschappijen die vernoemd werden naar de regio waarin zij actief waren. Pas in februari 1991 begon China Southern met vluchten onder hun eigen naam en kleurschema met een vloot van Boeing 737 en Boeing 757 toestellen. In de eerste jaren na de oprichting was China Southern voornamelijk een binnenlandse maatschappij. Dit kwam omdat Air China de nationale luchtvaartmaatschappij was en zij de meeste rechten hadden om internationale routes te vliegen. China Southern was daardoor genoodzaakt zich op de nationale routes en internationale routes naar de landen rondom China te richten. 
Pas in 1996 kreeg China Southern toestemming om lange afstandsvluchten te starten, met de eerste route naar Amsterdam met een tussenstop in Beijing. Niet lang daarna, in 1997, volgt ook de eerste route naar de Verenigde Staten met als eerste bestemming Los Angeles.

### Fusies
De Chinese autoriteiten hebben in de jaren 90 geleidelijk meer zelfstandigheid gegeven, en lokale overheden toestemming gegeven om luchtvaartmaatschappijen te starten. Deze snelle uitbreiding zorgde voor een serie van ongelukken die van China de gevaarlijkste plek om te vliegen maakte . Toen in 1997 de Aziatische financiële crisis daar bovenop kwam, waardoor er te veel capaciteit was omdat mensen minder vlogen, kwamen veel maatschappijen in financiële nood. In juli 2000 kondigde de Chinese overheid aan om 7 maatschappijen samen te voegen tot 3 grote maatschappijen: Air China, China Eastern en China Southern.
Binnen een maand kondigde China Southern aan dat Zhongyuan Airlines dat uit Zhengzhou komt zou worden opgenomen in de China Southern Group. Niet lang daarna werd ook bekendgemaakt dat China Northern Airlines en Xinjiang Airlines ook zullen worden opgenomen in China Southern’s vloot, een proces dat ruim twee jaar duurde. Toen in 2004 de fusies volledig waren afgerond, was de vloot van China Southern binnen een paar jaar van 140 toestellen tot 210 toestellen gegroeid en werd het samen met Air China en China Eastern, die ook meerdere maatschappijen hadden overgenomen, de grote drie van China. Sinds de fusies heeft China Southern verder geïnvesteerd in de groei. Zo heeft zij een meerderheidsbelang in onder andere Xiamen Airlines (55%) en Chongqing Airlines (60%) en heeft een groot belang in Sichuan Airlines (39%).

### 2005 - heden
In 2005 plaatste China Southern een bestelling bij Airbus voor 5 Airbus A380 toestellen, die zouden worden ingezet voor de Olympische Spelen van China in 2008 en als uitbreiding van de vloot. De levering van de A380s liep echter vertraging op waardoor het eerste exemplaar pas werd geleverd in 2011.
Op 15 november 2007 werd de maatschappij onderdeel van luchtvaartgroep Skyteam, in november van 2010 werd ook de vrachtdivisie onderdeel van dat samenwerkingsverband. Vervolgens kwam daar in 2012 ook de joint venture maatschappij Xiamen Airlines bij. In de tussentijd was China Eastern ook lid geworden van Skyteam waardoor de positie van China Southern verminderde. In 2018 kondigde China Southern aan het contract niet te verlengen en per 1 januari 2019 uit Skyteam te stappen. Na het verlaten van Skyteam haalde China Southern de banden aan met meerdere Oneworld leden, waaronder Qatar Airways, British Airways, Japan Airlines en American Airlines. Deze nieuwe partners leidden tot speculatie over een mogelijk toetreden tot Oneworld, maar de geruchten werden ontkend. In maart van 2019 lanceerden China Southern en American Airlines een gezamenlijk frequent flyerprogramma, waardoor passagiers van beide maatschappijen gemakkelijk vluchten kunnen boeken en punten kunnen sparen.
In maart van 2017 werd bekendgemaakt dat de Amerikaanse maatschappij American Airlines aandelen zou kopen van China Southern ter waarde van 200 miljoen dollar, goed voor 2,7% van de aandelen.
Van maart 2019 tot januari 2023 heeft de gehele Boeing 737 MAX 8 vloot van China Southern (24 exemplaren) aan de grond gestaan in verband met de fatale ongevallen van Ethiopian Airlines vlucht 302 en Lion Air vlucht 610. China was het laatste land dat de MAX weer goedkeurde voor gebruik na ongeveer vier jaar de gehele vloot aan de grond te hebben gehouden. Pas in januari 2024 werden de leveringen van de MAX weer hervat aan China, de eerste was voor China Southern.
China Southern kondigde in april van 2024 aan 100 toestellen van het Chinese COMAC te kopen van het type C919. Dit Chinese vliegtuig moet de concurrentie aangaan met de populaire Airbus A320NEO  en de Boeing 737 MAX. Slechts 4 maanden later, op 28 augustus, werd het eerste exemplaar al geleverd.
In november van 2024 kondigde China Southern aan de gehele vloot van 10 Boeing B787-8 toestellen te koop te zetten. De maatschappij heeft te veel capaciteit terwijl de Chinese luchtvaart minder snel herstelt na COVID-19.

## Activiteiten
In 2014 vervoerde de maatschappij zo’n 84 miljoen passagiers en 1,4 miljoen ton vracht en post. Veruit de meeste passagiers vliegen op binnenlandse bestemmingen en ongeveer een kwart van alle Chinese passagiers vliegt met CSN. Het beschikte per eind 2014 over een vloot van 497 vliegtuigen, waarvan 349 in eigendom en de rest werd geleased. De vloot bestaat bijna uitsluitend uit Airbus en Boeing toestellen. De gemiddelde leeftijd van de vliegtuigen in de vloot was 6,1 jaar per 31 december 2014. Er werkten bijna 70.000 mensen bij de maatschappij, waarvan 6500 piloten.
De belangrijkste aandeelhouder is CEA Holdings. Dit staatsbedrijf heeft zo’n twee derde van alle uitstaande aandelen in handen. In maart 2017 maakte American Airlines bekend een klein aandelenbelang van 2,8% te kopen in CSN. De Amerikaanse maatschappij is bereid hiervoor US$ 200 miljoen te betalen. De twee gaan ook intensiever samenwerken.

### Huidige Vloot
De vloot van China Southern Airlines bestond in december 2024 uit onderstaande vliegtuigen.
| Vliegtuig                  | In gebruik | Orders | Passagiers | Passagiers | Passagiers | Passagiers | Passagiers | Opmerkingen                        |
| Vliegtuig                  | In gebruik | Orders | F          | C          | W          | Y          | Totaal     | Opmerkingen                        |
| -------------------------- | ---------- | ------ | ---------- | ---------- | ---------- | ---------- | ---------- | ---------------------------------- |
| Airbus A319NEO             | 6          | 3      | —          | 8          | 24         | 90         | 122        | Inzet naar hooggelegen vliegvelden |
| Airbus A320-200            | 96         | 0      | —          | 8          | 24         | 120        | 152        |                                    |
| Airbus A320-200            | 96         | 0      | —          | 4          | 18         | 138        | 160        |                                    |
| Airbus A320-200            | 96         | 0      | —          | 4          | 24         | 138        | 166        |                                    |
| Airbus A320NEO             | 54         | 20     | —          | 4          | 24         | 138        | 166        |                                    |
| Airbus A321-200            | 90         | 0      | —          | 12         | 24         | 143        | 179        |                                    |
| Airbus A321-200            | 90         | 0      | —          | 4          | 18         | 167        | 189        |                                    |
| Airbus A321-200            | 90         | 0      | —          | 4          | 24         | 167        | 195        |                                    |
| Airbus A321NEO             | 69         | 30     | —          | 4          | 24         | 167        | 195        |                                    |
| Airbus A321NEO             | 69         | 30     | —          | 12         | 24         | 164        | 200        |                                    |
| Airbus A330-200            | 1          | 0      | —          | 18         | —          | 242        | 260        | Worden uitgefaseerd                |
| Airbus A330-300            | 25         | 0      | —          | 30         | —          | 253        | 283        |                                    |
| Airbus A330-300            | 25         | 0      | —          | 28         | —          | 258        | 286        |                                    |
| Airbus A350-900            | 20         | 0      | —          | 28         | 24         | 262        | 314        |                                    |
| Airbus A350-900            | 20         | 0      | —          | 28         | —          | 307        | 335        |                                    |
| Boeing 737-700             | 18         | 0      | —          | 4          | 18         | 106        | 128        |                                    |
| Boeing 737-700             | 18         | 0      | —          | 4          | 24         | 106        | 134        |                                    |
| Boeing 737-800             | 156        | 0      | —          | 8          | 24         | 132        | 164        |                                    |
| Boeing 737-800             | 156        | 0      | —          | 4          | 18         | 147        | 169        |                                    |
| Boeing 737-800             | 156        | 0      | —          | 4          | 18         | 150        | 172        |                                    |
| Boeing 737-800             | 156        | 0      | —          | 4          | 24         | 150        | 178        |                                    |
| Boeing 737-8 MAX           | 32         | 29     | —          | 4          | 24         | 150        | 178        |                                    |
| Boeing 777-300ER           | 15         | 0      | 4          | 20         | 38         | 305        | 357        |                                    |
| Boeing 777-300ER           | 15         | 0      | —          | 28         | 28         | 305        | 361        |                                    |
| Boeing 787-8               | 10         | 0      | —          | 18         | —          | 248        | 260        | Worden uitgefaseerd in 2025/2026   |
| Boeing 787-9               | 18         | 0      | —          | 28         | 28         | 220        | 276        |                                    |
| Boeing 787-9               | 18         | 0      | —          | 28         | —          | 269        | 297        |                                    |
| Comac C909                 | 33         | 2      | —          | —          | —          | 90         | 90         |                                    |
| Comac C919                 | 3          | 97     | —          | 8          | 18         | 138        | 164        |                                    |
| China Southern Cargo-vloot |            |        |            |            |            |            |            |                                    |
| Boeing 777-200F            | 17         | 0      | Cargo      | Cargo      | Cargo      | Cargo      | Cargo      |                                    |
| Totaal                     | 663        | 181    |            |            |            |            |            |                                    |

## Resultaten
In de tabel een overzicht van de belangrijkste financiële en operationele resultaten van de China Southern Air Holding (inclusief dochtermaatschappijen) aan het eind van boekjaar (31 december):
| Boekjaar | Omzet (RMD mld) | Winst (RMD mld) | Passagiers (mln) | Vloot |
| -------- | --------------- | --------------- | ---------------- | ----- |
| 2012     | 99,5            | 3,7             | 86,4             | 491   |
| 2013     | 98,5            | 2,7             | 91,7             | 561   |
| 2014     | 108,6           | 2,3             | 100              | 612   |
| 2015     | 111,7           | 4,8             | 109              | 667   |
| 2016     | 115,0           | 5,9             | 114              | 702   |
| 2017     | 127,6           | 6,8             | 126              | 754   |
| 2018     | 143,6           | 3,3             | 139              | 840   |
| 2019     | 154,3           | 3,8             | 151              | 862   |
| 2020     | 92,7            | -11,8           | 96,8             | 867   |
| 2021     | 101,6           | -11,0           | 98,5             | 878   |
| 2022     | 87,06           | -33,7           | 62,6             | 894   |
| 2023     | 159,9           | -2,9            | 142              | 908   |

## Galerij

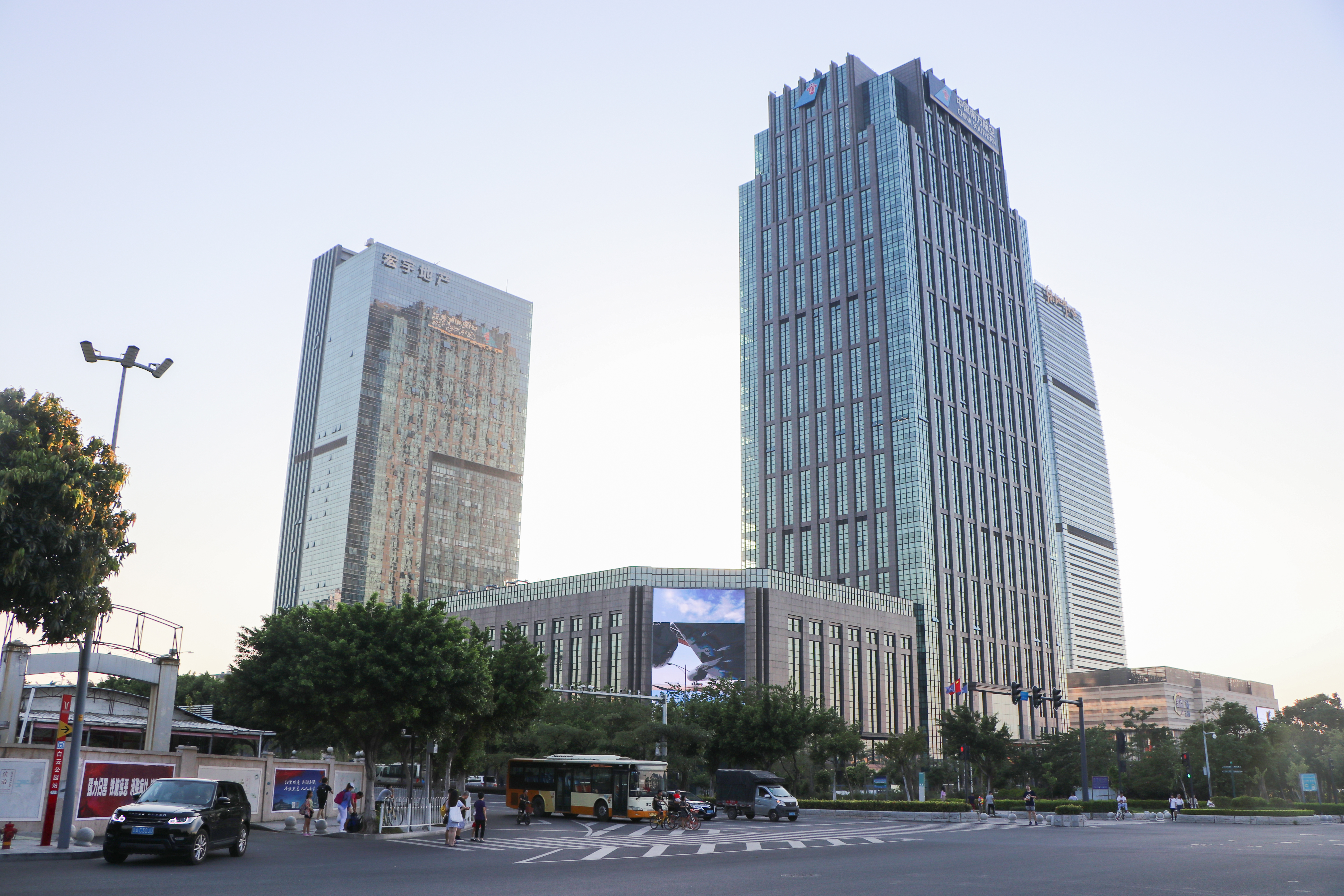
Hoofdkantoor van China Southern Airlines
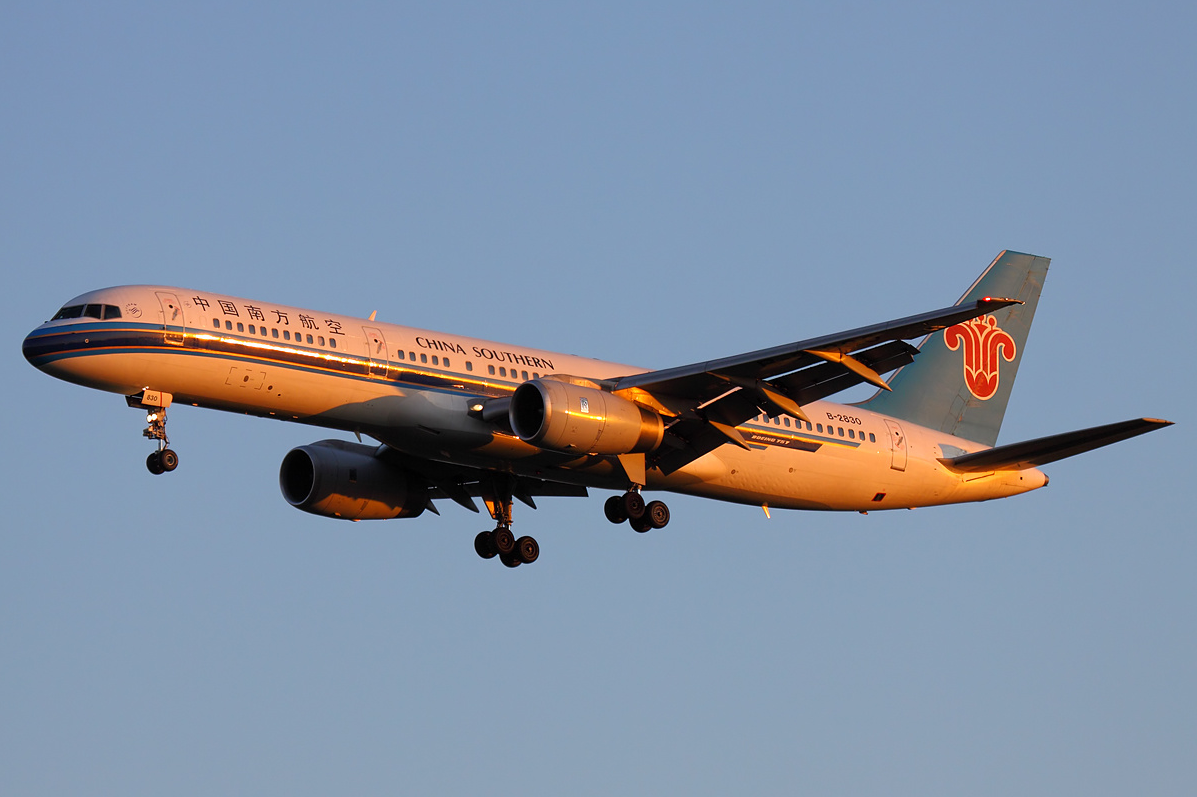
Een China Southern Airlines Boeing 757-200 tijdens de landing op Luchthaven Sjeremetjevo in 2012.